# Richard Frommel

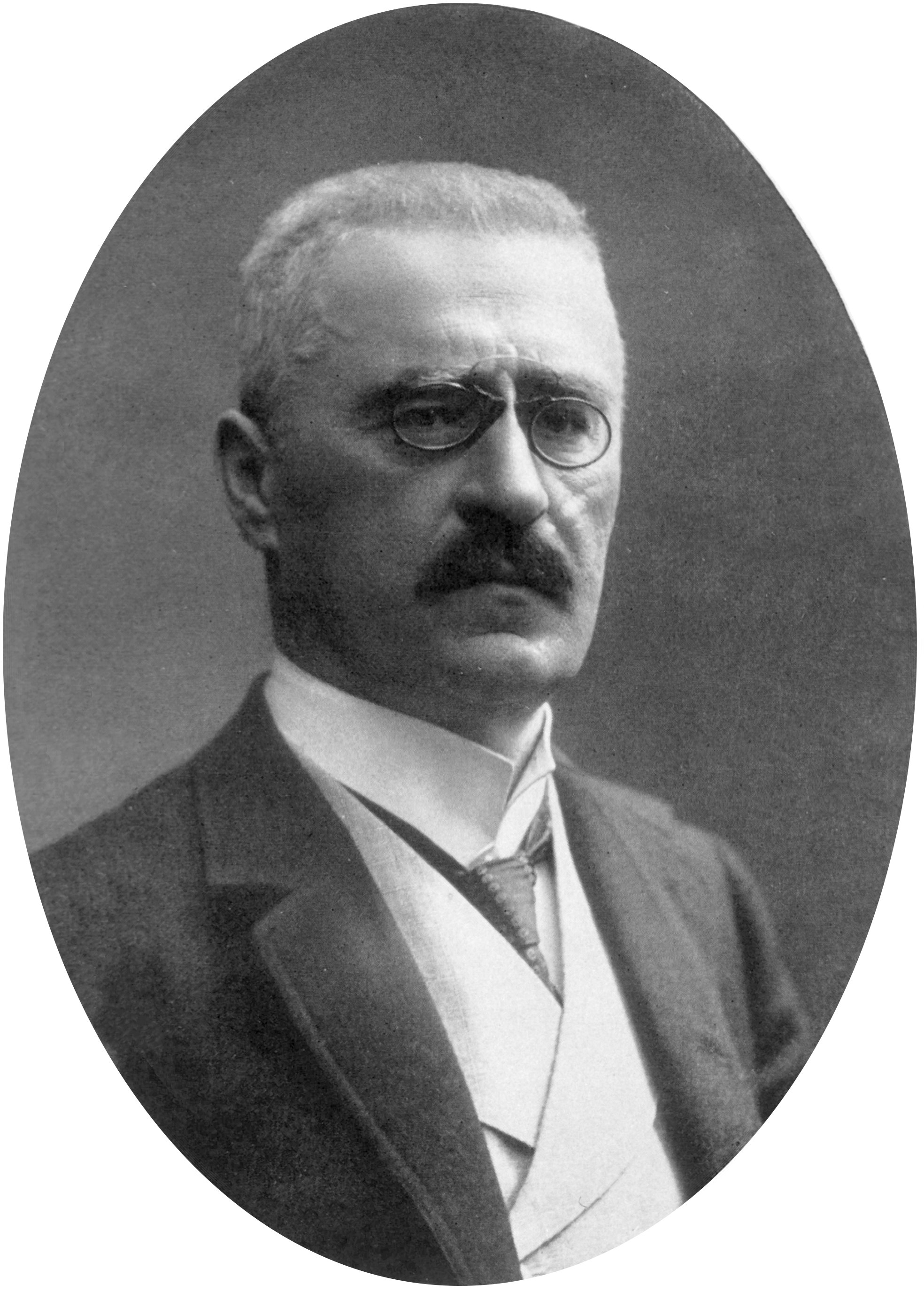
Richard Frommel

Richard Frommel (* 16. Juli 1854 in Augsburg; † 6. April 1912 in München) war ein deutscher Gynäkologe. Von 1887 bis 1901 war er Direktor der Universitätsfrauenklinik Erlangen. Er propagierte die operative Behandlung der rupturierten Extrauteringravidität. 

## Leben
Frommel studierte an der Ludwig-Maximilians-Universität München, der Georg-August-Universität Göttingen und der Julius-Maximilians-Universität Würzburg Medizin. Er wurde Mitglied des Corps Suevia München (1873), des Corps Brunsviga Göttingen (1873) und des Corps Rhenania Würzburg (1875). 1877 wurde er in Würzburg zum Dr. med. promoviert.
Bei Karl Schroeder an der I. Universitätsfrauenklinik der Berliner Charité arbeitete Frommel von 1879 bis 1882 zunächst als Assistent, dann als Oberarzt. Anschließend ging er nach München. Er habilitierte sich dort mit einer Arbeit über das Galaktorrhoe-Amenorrhoe-Syndrom (später Chiari-Frommel-Syndrom genannt) und leitete eine „Privatanstalt für Frauenkrankheiten“. 1887 erhielt Frommel den Ruf nach Erlangen. Im Jahr 1901 trat er im Alter von erst 46 Jahren nach knapp 13-jähriger Tätigkeit als Direktor der Erlanger Frauenklinik aus unbekannten Gründen überraschend von allen Ämtern zurück, ging wieder nach München und gab jede ärztliche Tätigkeit auf. Frommel starb an den Folgen einer akuten Appendizitis.
Während seiner Erlanger Zeit publizierte Frommel über 30 Arbeiten, die sich mit allen Teilbereichen des Fachgebietes befassten. 1887 begründete er Frommels Jahresberichte für die Geburtshilfe und Gynäkologie, die erste Referatesammlung über alle wichtigen Publikationen des Fachgebietes. Die Frauenheilkunde verdankt Frommel unter anderem einen entscheidenden Impuls zum Umdenken bei der Therapie der rupturierten Extrauterinschwangerschaft. Im Gegensatz zu der damals geltenden Lehrmeinung, die abwartendes Verhalten empfahl, setzte sich Frommel für die sofortige operative Intervention ein. Neben Johann Baptist Chiari ist er Namensgeber des Chiari-Frommel-Syndroms.